# Bridgtown
Bridgtown es una parroquia civil situada en el distrito de Cannock Chase, en Staffordshire (Inglaterra). Según el censo de 2021, tiene una población de 2100 habitantes.